# Elle Kennedy
Elle Kennedy (Toronto, 30 december 1979) is een Canadese auteur van hedendaagse romantiek en romantische spanning. Ze heeft boeken gepubliceerd bij Harlequin Enterprises, New American Library, Berkley en Entangled Publishing. 
Ze behaalde haar B.A. in het Engels aan de York University in 2005. Ze heeft meerdere titels gehad op de bestsellerlijsten van USA Today, The New York Times en The Wall Street Journal. Haar Off-Campus-serie is verschenen op meerdere bestsellerlijsten en zal worden uitgebracht in meer dan twintig landen wereldwijd.
- Bibliothèque nationale de France: cb161585026 (data)
- International Standard Name Identifier: 0000 0000 7784 1116
- Library of Congress Control Number: no2010069114
- Nationale Bibliotheek van Tsjechië: ola2016904677
- Nationale Bibliotheek van Israël: 987007421218505171
- Système universitaire de documentation: 250688786
- Virtual International Authority File: 102897979
- WorldCat: E39PBJfx4B4rKWVr3trf38gHYP